# Claricia
Claricia o Clarica era una il·lustradora de manuscrits alemanya del segle xiii. Va incloure un autoretrat en un saltiri del sud d'Alemanya del c.1200, ara al Walters Art Museum de Baltimore. A l'autoretrat, es dibuixa balancejant-se de la cua d'una lletra Q. A més, va inscriure el seu nom sobre el seu cap.
La mà de Claricia és només una de diverses en aquest manuscrit. Dorothy Miner va concloure sobre la base del seu vestit – cap descobert, cabell amb trenes, i una túnica ajustada amb un vestit llarg amb mànigues amples i allargades – que "probablement era una estudiant laica al convent."